# Sam Most
Sam Most (16. prosince 1930 Atlantic City, New Jersey, USA – 13. června 2013 Woodland Hills, Kalifornie, USA) byl americký jazzový flétnista a saxofonista, mladší bratr klarinetisty Abe Mosta. Svou první nahrávku „Undercurrent Blues“ nahrál v roce 1952. V letech 1959–1961 byl členem skupiny Buddyho Riche. Během své kariéry spolupracoval s mnoha hudebníky, mezi které patří Lalo Schifrin, Louie Bellson nebo Clare Fischer. Jazzový historik Leonard Feather jej označil za pravděpodobně prvního velkého jazzového flétnistu. Zemřel na rakovinu pankreatu ve svých dvaaosmdesáti letech.